# Пітерлен
Пітерлен (нім. Pieterlen) — громада  в Швейцарії в кантоні Берн, адміністративний округ Біль.

## Географія
Громада розташована на відстані близько 27 км на північ від Берна.
Пітерлен має площу 8,4 км², з яких на 19,5% дозволяється будівництво (житлове та будівництво доріг), 31,2% використовуються в сільськогосподарських цілях, 47,1% зайнято лісами, 2,3% не є продуктивними (річки, льодовики або гори).

## Демографія
2019 року в громаді мешкало 4651 особа (+31,3% порівняно з 2010 роком), іноземців було 30,1%. Густота населення становила 557 осіб/км².
За віковим діапазоном населення розподілялося таким чином: 23,4% — особи молодші 20 років, 59,9% — особи у віці 20—64 років, 16,7% — особи у віці 65 років та старші. Було 2006 помешкань (у середньому 2,3 особи в помешканні).
Із загальної кількості 1283 працюючих 29 було зайнятих в первинному секторі, 420 — в обробній промисловості, 834 — в галузі послуг.